# Makedonski film
Makedonski film se nanaša na filmsko industrijo s sedežem v Severni Makedoniji ali kateri koli film, ki so ga Makedonci posneli v tujini. Prva makedonska filmska režiserja sta bila Janaki in Milton Manaki, prvi celovečerec v produkciji države je bil Frosina, najbolj znan režiser pa Milčo Mančevski. 
Filmski medij je skozi 20. stoletje prikazoval zgodovino, kulturo in vsakdanje življenje prebivalcev Makedonije. V preteklih letih je bilo veliko makedonskih filmov predstavljenih na filmskih festivalih po vsem svetu in nekateri od teh filmov so prejeli prestižne nagrade. Dva makedonska filma sta bila nominirana za oskarja, in sicer Pred dežjem (1994) in Medena dežela (2019).